# 信越放送記念祭市歌
信越放送記念祭市歌（しんえつほうそうきねんさいしか）では、日本の長野県を営業範囲とする民間放送の信越放送（SBC）が1952年（昭和27年）に開局したことを記念し、SBCの設立母体となった信濃毎日新聞（信毎）が長野県の5市と新潟県の1市に寄贈した6曲の市歌について説明する。

## 概説
1952年（昭和27年）に日本の民間放送としては8番目、三大都市圏以外では最初に設立された信越放送は開局当初「信濃放送」の社名であったが、設立母体の信濃毎日新聞がこの時期に新潟県の上越地方へ進出していた関係から出資者の要望を受け、放送開始翌月に「信越放送」へ改称した（略称は「SBC」のまま変わらず）。
信毎はSBCの開局記念事業として「信越放送開局記念祭」を開催することを発表し、合わせてSBCのサービスエリアに含まれる長野県の6市（長野市、松本市、上田市、岡谷市、飯田市、諏訪市）と新潟県の1市（高田市）に市歌を寄贈する旨の社告を紙面に掲載し歌詞の懸賞募集を実施した。対象とされた7市は以下のようにいずれも寄贈前から市歌を制定していたが、その多くは制定時期が古く文語体であったり、戦時下で制定されたため歌詞に問題があるとして演奏実態が消失していたものが大半であった。
| 自治体 | 自治体 | 市制施行 | 1952年時点で既存の市歌（発表年） | 備考                   |
| ------ | ------ | -------- | -------------------------------- | ---------------------- |
| 長野県 | 長野市 | 1897年   | 長野市歌（1897年）               |                        |
| 長野県 | 松本市 | 1907年   | 松本市歌（1940年）               |                        |
| 長野県 | 上田市 | 1919年   | 上田市歌（1937年）               |                        |
| 長野県 | 岡谷市 | 1936年   | 岡谷市歌（1949年）               |                        |
| 長野県 | 飯田市 | 1937年   | 飯田市歌（1937年）               | 東京日日新聞選定・寄贈 |
| 長野県 | 諏訪市 | 1941年   | 諏訪市歌（1941年）               |                        |
| 新潟県 | 高田市 | 1911年   | 高田市歌（1929年）               |                        |

信毎・SBC寄贈の市歌はこれらの既存楽曲と区別するため「〜市市歌」と「市」を2回繰り返す表題が付けられたのに対し、岡谷市は市制10周年記念で「岡谷市歌」を制定してから日が浅く、また高田市は長野県の各市と異なり1929年（昭和4年）制定の「高田市歌」を継続使用していたため「〜市民歌」を冠することになったが、このうち「岡谷市民歌」は入選作が無く作成されなかった。
審査結果は信毎の1952年3月17日付4面で発表され、各市歌の入選者インタビューと詩人の西條八十が補作した完成版の歌詞と合わせて「近衛秀麿、堀内敬三氏ら一流作曲家によって作曲され」る予定と報じられたが、実際には6市分全てを堀内1人で作曲している。曲の完成後、5月20日に長野市商工会館で挙行された開局記念祭でSBC社長の勝田重太朗から6市を代表して長野市長の代理で出席した助役に市歌が寄贈された後「長野市市歌」の初演奏が行われた。

### 現状
この時に信毎・SBCから各市へ寄贈された記念祭市歌については、6市（高田市の後身に当たる上越市を含む）いずれの市史にも一切の記述が見られない。寄贈を受けた各市での扱いにも温度差があり、上田市では市民コーラスフェスティバルの曲目として取り上げられているが、飯田市では戦前から存在した「飯田市歌」と共に「市として公的に制定したものではない」とする立場を採っている。また、松本市では制定告示を行った戦前の「松本市歌」のみが公に記録された状態であり、寄贈を受けたはずの記念祭市歌に関しては市側の文書に何の記述も残されていない。SPレコード等も作成されておらず、わずかに「飯田市市歌」のみ2006年（平成14年）に作られたCD『ふるさと飯田の唄』のトラック2へ収録された音源が存在している。

## 各曲
全楽曲とも補作・西條八十、作曲・堀内敬三。前述の通り、当初は7市に市歌（もしくは市民歌）を寄贈する予定であったが「岡谷市民歌」は入選作が無く作成されなかった。

### 長野市市歌
- 作詞：端久雄

楽譜は信毎の1952年（昭和27年、以下同）5月22日付4面に掲載。長野市では1897年（明治30年）の市制施行当時から市歌が存在し、昭和初期まで原詞の「人口参万家六千」の部分を市勢の拡大に合わせて適宜改訂しながら歌われていたとされる。
記念祭市歌の寄贈から5年後の1957年（昭和32年）4月には市制60周年を記念して2代目の「長野市歌」を制定したが、1966年（昭和41年）10月16日に篠ノ井市他と新設合併したことにより失効・廃止となり翌1967年（昭和42年）3月に記念祭市歌と同名異曲の現行「長野市市歌」（作詞：戸枝ひろし、補作：寺山修司、作曲：米山正夫）が制定された。

### 松本市市歌
- 作詞：西久保鶴雄

楽譜は5月23日付4面に掲載。松本市では1940年（昭和15年）7月31日付で「松本市歌」（作詞：高野辰之、作曲：信時潔）を制定していた。この「松本市歌」は戦後に3番で取り上げられた歩兵第50連隊の兵営や護国神社が日本国憲法の戦争放棄や政教分離の観点から好ましくないとして公的に演奏されなくなったが、同じく3番に含まれる「学都」は松本市の雅称として現在も親しまれており、記念祭市歌でも3番の歌い出しが「文化の学都」とされている。
『松本市史』はもとより、市の公的記録において記念祭市歌に関する記述は一切見出せない。1997年（平成9年）以降は「松本のうたコンクール」入選作の市民愛唱歌「この街を忘れない」（作詞・作曲：黒岩玲子）が対外的に紹介されることが多い。

### 上田市市歌
- 作詞：山崎栄一

楽譜は5月24日付4面に掲載。上田市では1937年（昭和12年）に島崎藤村を審査委員に迎えて制定した「上田市歌」（作詞：新村安男、作曲：下総皖一）が存在していたが、陸軍上田飛行場（熊谷陸軍飛行学校上田分教場）を取り上げた2番が戦後に問題視され演奏実態が無くなっていた。
記念祭市歌の寄贈を受けてから17年後の1969年（昭和44年）には市制50周年を記念して「上田市民の歌」（作詞：林辺千尋、作曲：丑山賢二）が制定され、2006年（平成18年）の新設合併後もこの「上田市民の歌」が引き続き市民コーラスフェスティバルで斉唱されている。

### 飯田市市歌
- 作詞：宮脇至

楽譜は5月29日付4面に掲載。入選者の宮脇は後に「伊那市の歌」を作詞している。
飯田市では1937年（昭和12年）の市制施行を記念して東京日日新聞（現在の毎日新聞東京本社）が「飯田市歌」（作詞：犬塚利国、作曲：飯田景応）を寄贈していた。飯田市は記念祭市歌の寄贈を受けた4年後の1956年（昭和31年）に近隣の7村と新設合併しており、これ以降「市として公的に制定した市歌は無い」とされているが、2006年（平成14年）に作成されたCD『ふるさと飯田の唄』では「飯田市歌」「飯田市市歌」の両方が収録された。

### 諏訪市市歌
- 作詞：藤田富雄

楽譜は5月31日付4面に掲載。諏訪市では1941年（昭和16年）の市制施行を記念して「諏訪市歌」（作曲：今井仁）が制定されていたが、戦時下で制定された自治体歌の多くの例に漏れず短期間で演奏されなくなっていた。記念祭市歌の寄贈を受けたことに関しては『諏訪市史』において特に記述されていない。

### 高田市民歌
- 作詞：島田一郎

楽譜は6月1日付4面に掲載。高田市では1929年（昭和4年）に「高田市歌」（作詞：川合直次、作曲：信時潔）を制定しており、戦後も継続使用していたため、長野県の5市と異なり表題が「市歌」ではなく「市民歌」とされた。だが、この「高田市民歌」は余り演奏されなかったとみられ寄贈から9年後の1961年（昭和36年）には、市制50周年を記念して「高田市市民歌」（作詞：植木喜与司、補作：堀口大學、作曲：八洲秀章）が制定されている。
高田市は1971年（昭和46年）に直江津市と合併し、上越市となったためその時点で「高田市歌」「高田市市民歌」のいずれも自動的に失効・廃止の扱いを受け、1977年（昭和52年）に「上越市民の歌」が制定された。